# Ambrósio av Kongo
Ambrósio av Kongo, död 1631, var kung av Kongo mellan 1626 och 1631.